# Héraclite de Tyr
Héraclite de Tyr est un philosophe académicien du Ier siècle av. J.-C., favori d'Antiochos d'Ascalon, auditeur de Clitomaque de Carthage et de Philon de Larissa. Il dirigea l'Académie platonicienne d’Alexandrie ; Cicéron rend compte de son investissement dans son école.
Mauro Bonazzi précise que "l'académicien Héraclite de Tyr" a réfuté les doctrines de Philon de Larissa. 
En effet, au sein de l'Académie, "Philon de Larissa fut d'abord un ardent défenseur du système sceptique élaboré par Clitomaque de Carthage", avant de "renoncer à ce scepticisme" et d'adopter une position proche de celle de Métrodore de Stratonice ; les nouvelles thèses de Philon de Larissa, qui faisaient évoluer l'école platonicienne vers un scepticisme moins radical, développées après son arrivée à Rome, scandalisèrent Héraclite de Tyr (ainsi qu'Antiochos d'Ascalon), selon le témoignage de Cicéron dans les Académiques. 
"Héraclite était présent dans l'entourage du général romain Lucullus à Alexandrie en 87 av. J. C.".